# ژرار بنید
ژرار بنید (انگلیسی: Gérard Banide؛ زادهٔ ۱۲ ژوئیهٔ ۱۹۳۶) مربی فوتبال اهل فرانسه است.